# ブルー・ウルフ
ブルー・ウルフ（Blue Wolf、1976年12月1日 - ）は、モンゴルの元男性プロレスラー。本名はドルゴルスレンギーン・セルジブデ（Долгорсүрэнгийн Сэржбүдээ Dolgorsürengiin Serjbüdee）。ウランバートル出身。元新日本プロレス所属。血液型A型。愛称は「ブデ」。入場曲は蒙古狼星。
総合格闘家のドルゴルスレン・スミヤバザルは実兄、元横綱の朝青龍は実弟である。次男は錣山部屋所属の力士、天狼星。スミヤバザルの上にもう一人兄がおり、その長兄の息子が横綱の豊昇龍である。

## 来歴
15歳でモンゴル相撲、レスリング（フリースタイル）を始め、1996年、1997年にモンゴルレスリング選手権で2連覇を果たした。
1999年、モンゴル相撲の小結に昇進した。
モンゴル国立体育大学卒業後、2001年に新日本プロレスに入門。同年8月10日、真壁伸也戦でデビュー。
2002年、ファン公募でリングネームをブルー・ウルフに変更し、2002年1月24日から使用。
同年6月、棚橋弘至、鈴木健想、佐々木健介と「スウィング・ロウズ（SWING-LOWS）」を結成した。
2004年5月3日、新日本プロレス東京ドーム大会「nexess」で兄ドルゴルスレン・スミヤバザルとタッグを組み、天龍源一郎、ミング組と対戦した。
2004年5月22日、総合格闘技大会「K-1 ROMANEX」に参戦し、トム・ハワードと対戦。序盤に頭部から出血させると、最後はグラウンドでの膝蹴り連打でタオル投入によるTKO勝ちを収めた。
2006年2月1日付けで新日本プロレスを退団。
2006年12月3日、UWAI STATION旗揚げ戦のメインイベント6人タッグマッチに出場。
2007年の弟・朝青龍の出場停止騒動を受けて現在は兄・スミヤバザルと共にモンゴルで父が経営している事業に関わっていることが確認されている。
2018年3月10日に放送された「陸海空 地球征服するなんて」の企画でモンゴルに来ていた西村瑞樹と偶然にも遭遇している。

## 戦績

### 総合格闘技
| 総合格闘技 戦績 | 総合格闘技 戦績 | 総合格闘技 戦績 | 総合格闘技 戦績 | 総合格闘技 戦績 | 総合格闘技 戦績 | 総合格闘技 戦績 |
| --------------- | --------------- | --------------- | --------------- | --------------- | --------------- | --------------- |
| 1 試合          | (T)KO           | 一本            | 判定            | その他          | 引き分け        | 無効試合        |
| 1 勝            | 1               | 0               | 0               | 0               | 0               | 0               |
| 0 敗            | 0               | 0               | 0               | 0               | 0               | 0               |

| 勝敗 | 対戦相手       | 試合結果                  | 大会名                     | 開催年月日    |
| ○    | トム・ハワード | 2R 4:44 TKO（タオル投入） | ROMANEX 格闘技世界一決定戦 | 2004年5月22日 |

## 得意技
- モンゴルスラム
- モンゴルハマー
- モンゴリアンチョップ
- ラリアット